# Reinhard Koester
Reinhard Koester (Pseudonyme: Karl Kinndt, Benedikt, Kaki; * 6. Mai 1885 in Hagen/Westfalen; † 6. Juni 1956 in Berlin) war ein deutscher Schriftsteller.

## Leben
Reinhard Koester war der Sohn eines Landgerichtsrats. Nach dem Besuch eines Gymnasiums in Bonn, an dem er 1903 die Reifeprüfung ablegte, studierte Reinhard Koester Jura an den Universitäten in Freiburg im Breisgau und München. Anschließend war er für kurze Zeit Rechtsreferendar. Ab 1909 lebte er als freier Schriftsteller in Bernried am Starnberger See und lieferte Beiträge zu Zeitschriften wie Jugend und Pan. Koester unternahm zahlreiche Reisen nach Frankreich, Italien, Griechenland und in die Türkei. Seine Kontakte zu Künstlern der Münchner Secession und zur Schwabinger Bohème veranlassten ihn 1911, einen Kunstverlag zu gründen, in dem er bibliophile Ausgaben von Werken der Secessions-Künstler veröffentlichte.
1916 wurde Koester zur Armee eingezogen; er leistete seinen Militärdienst vorwiegend in Köln ab, wo er 1917 auch seine erste Frau heiratete. Das Ehepaar lebte ab 1920 im oberbayerischen Ort Mürnsee; 1924 erfolgte die Scheidung. Koesters noch im gleichen Jahr geschlossene zweite Ehe wurde bereits 1925 geschieden. Seit 1924 war Koester ständiger Mitarbeiter des Simplicissimus, für den er auch nach seinem Umzug nach Berlin im Jahre 1926 weiterhin tätig war. Ende der 1920er Jahre schuf er unter dem Pseudonym Karl Kinndt gemeinsam mit dem Zeichner Karl Arnold für die Münchner Illustrierte Presse humoristische Texte, die mit den Bildern Arnolds eine ganz neue Symbiose eingingen. Seit Anfang der 1930er Jahre veröffentlichte Koester, alias Karl Kinndt, erfolgreiche Unterhaltungsromane; daneben schrieb er Drehbücher für Spielfilme der Ufa. Nach dem Zweiten Weltkrieg war Koester, der inzwischen in dritter Ehe verheiratet war, von 1946 bis 1948 Chefredakteur der in Berlin erscheinenden Zeitschrift Puck, einer satirischen Wochenbeilage der Zeitung Telegraf.
Reinhard Koesters literarisches Werk besteht aus Romanen, Erzählungen, Gedichten und Theaterstücken, außerdem übersetzte er eine Reihe von Komödien Molières ins Deutsche.

## Werke
- Die Lieder des Einsamen. München 1910
- Der Gang des Gottlosen. München 1919
- Komödie der Lüge. Leipzig 1919
- Peregrinus. München 1919
- Benedikt macht nicht mehr mit. Berlin 1930 (unter dem Namen Karl Kinndt)
- Es stimmt was nicht … Berlin 1931 (unter dem Namen Karl Kinndt)
- Gesetz des Zufalls. Volksverband der Bücherfreunde, Berlin 1933 (unter dem Namen Karl Kinndt)
- Lampen an – Lampen aus!. Berlin 1935
- Und alles um einen Hund –!. Berlin 1935
- Jeder geht seinen Weg. Berlin 1937
- Die Weinfibel. Berlin 1938
- Antimelancholin. Berlin 1948 (unter dem Namen Karl Kinndt)
- Reinhard-Koester-Lesebuch. Köln 2004

## Übersetzungen
- Molière: Komödien, Wien 1947